# План развития Петербургского метрополитена
Согласно государственной программе Санкт-Петербурга от 2011 года «Развитие транспортной системы Санкт-Петербурга», к 2020 году планировалось увеличить эксплуатационную протяжённость линий метрополитена до 139,4 км, ввести в действие 13 новых станций и 2 электродепо. На создание этой инфраструктуры было запланировано выделение 145,785 млрд руб., из которых 12,1 млрд руб. — из федерального бюджета.

## Планы развития на ближайшую перспективу
Приводятся по постановлению правительства Санкт-Петербурга от 19.12.2024 № 1159 «О пообъектном распределении бюджетных ассигнований на осуществление капитальных вложений в существующие и создаваемые объекты капитального строительства государственной собственности Санкт-Петербурга и (или) приобретение за счет средств бюджета объектов недвижимого имущества в государственную собственность Санкт-Петербурга в соответствии с Адресной инвестиционной программой на 2025 год и на плановый период 2026 и 2027 годов»

### 2025
- Открытие первой очереди Красносельско-Калининской линии от «Юго-Западной» до «Путиловской»

### 2028-2029
- Ввод электродепо «Красносельское» на Красносельско-Калининской линии
- Продление Невско-Василеостровской линии от «Беговой» до «Каменки» с промежуточной станцией «Богатырская»

Кроме того, в указанном постановлении также отмечены и другие объекты метро, однако финансирование их строительства предусмотрено в значительно меньшем объёме, что приведёт к переносу сроков их открытия на более отдаленные периоды:

### 2028
- Продление Кировско-Выборгской линии от «Проспекта Ветеранов» до станции «Пулково»

### 2029
- Продление Красносельско-Калининской линии от «Юго-Западной» до «Сосновой Поляны» и от «Путиловской» до станции «Каретная»
- Продление Лахтинско-Правобережной линии до станции «Кудрово» с депо «Правобережное»

### 2030
- Продление Фрунзенско-Приморской линии до станции «Шуваловский проспект»
- Продление Лахтинско-Правобережной линии от станции «Горный институт» до станции «Морской фасад»
- Открытие станции Театральная с одним наземным вестибюлем

## Планы развития на отдаленную перспективу
Приводятся согласно Постановлению Правительства Санкт-Петербурга от 04.12.2018 № 921 «О внесении изменений в постановление Правительства Санкт-Петербурга от 28.06.2011 № 836», однако согласно бюджету Санкт-Петербурга на 2025—2027 гг. финансирования строительства данных объектов не предусмотрено вовсе или же в значительно меньшем объёме, что приведёт к переносу сроков их открытия на более отдаленные периоды.

### до 2045 года

#### 2029
- Продление Невско-Василеостровской линии от «Беговой» до «Каменки» с промежуточной станцией «Богатырская»[3].
- Ввод электродепо «Красносельское»[3].
- Открытие второго вестибюля станции «Балтийская»[3].
- Открытие второго вестибюля станции «Василеостровская»[3].

#### 2030
- Открытие участка Красносельско-Калининской линии от «Путиловской» до «Каретной» с промежуточными станциями «Броневая», «Заставская» и «Боровая»[3].
- Продление Правобережной линии от станции «Горный институт» до станции «Морской фасад» с промежуточной станцией «Гавань»[3].
- Продление Красносельско-Калининской линии от «Каретной» до станции «Суворовская» с промежуточными станциями «Лиговский проспект-2», «Знаменская»[4][5].
- Продление Красносельско-Калининской линии от «Юго-Западной» до «Сосновой Поляны» с промежуточными станциями «Петергофское шоссе», «Улица Доблести» и «Брестская»[5].

#### 2033
- Продление Красносельско-Калининской линии от «Суворовской» до «Пискарёвки» с промежуточными станциями «Смольный», «Полюстровский проспект-1» и «Бестужевская»[5].

#### 2034
- Продление Красносельско-Калининской линии от «Пискарёвки» до «Ручьёв». Ввод в эксплуатацию электродепо «Ручьи»[5].

#### 2035
- Продление Фрунзенско-Приморской линии от «Шуваловского проспекта» до «Коломяжской» с промежуточной станцией «Магистраль № 31». Ввод электродепо «Коломяжское»[5].

#### 2036
- Продление Правобережной линии от «Морского Фасада» до «Юнтолово» с промежуточными станциями «Новокрестовская», «Лахта» и «Конная Лахта». Ввод электродепо «Приморское»[5].Схема развития метрополитена, созданная на основе Отраслевой схемы развития метрополитена в Санкт-Петербурге от 4 декабря 2018 года[6]. Основной вариант трассировки

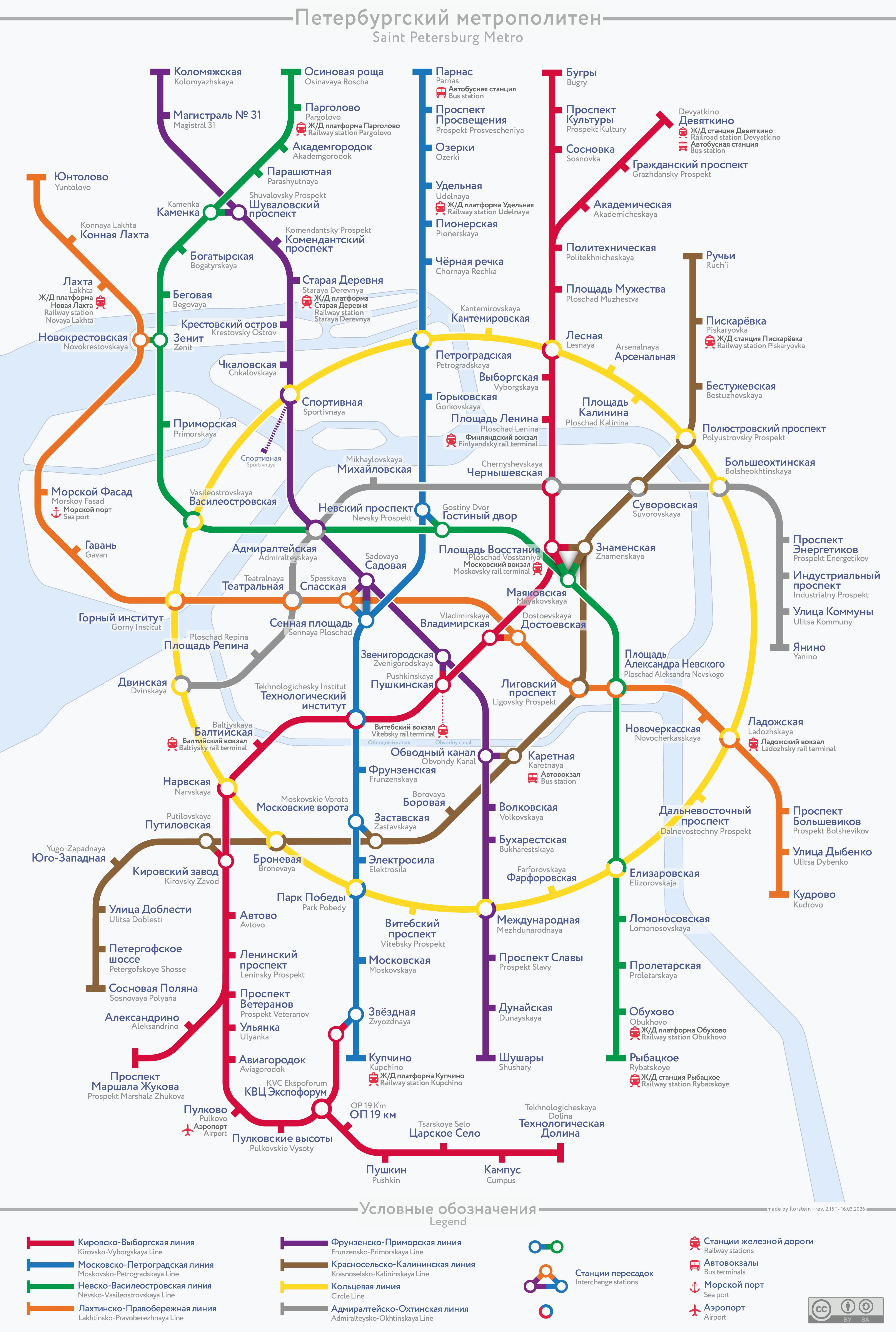
Схема развития метрополитена, созданная на основе Отраслевой схемы развития метрополитена в Санкт-Петербурге от 4 декабря 2018 года. Основной вариант трассировки

#### 2037
- Открытие первой очереди Кольцевой линии от «Лесной» до «Полюстровского проспекта-2» с промежуточными станциями «Арсенальная» и «Площадь Калинина». Ввод электродепо «Арсенальное»[5].

#### 2039
- Открытие второй очереди Кольцевой линии от «Полюстровского проспекта» до «Дальневосточного проспекта» с промежуточными станциями «Большеохтинская» и «Ладожская-2». Ввод электродепо «Ладожское»[7].

#### 2040
- Продление Кировско-Выборгской линии от «Проспекта Ветеранов» до «Проспекта Маршала Жукова» с промежуточной станцией «Александрино»[8].

#### 2043
- Открытие третьей очереди Кольцевой линии от «Дальневосточного проспекта» до «Нарвской-2» с промежуточными станциями «Елизаровская-2», «Фарфоровская», «Международная-2», «Витебский проспект», «Парк Победы-2», «Броневая-2»[5].

#### 2044

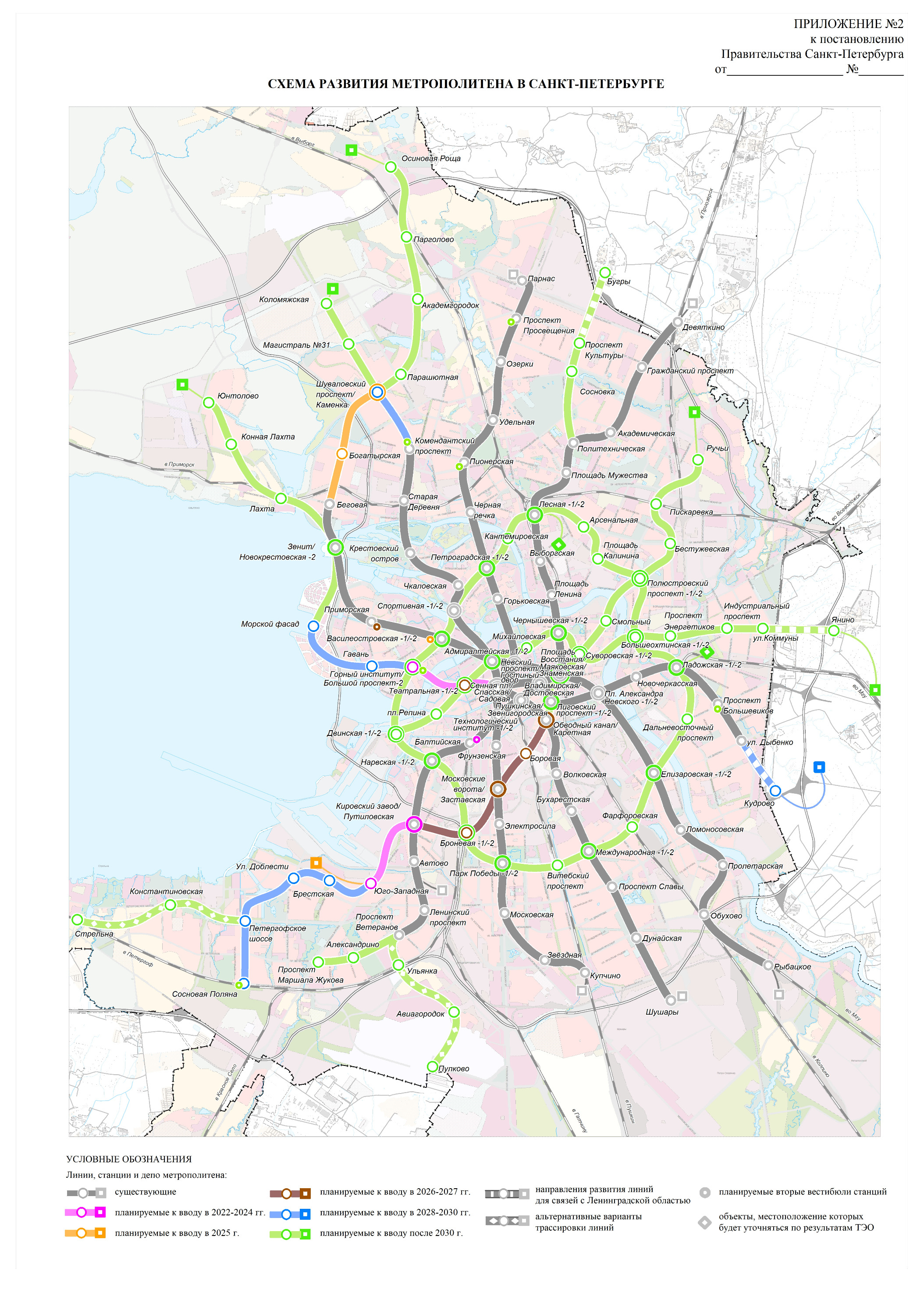
Отраслевая схема развития метрополитена в Санкт-Петербурге от 4 декабря 2018 года

- Отраслевая схема развития метрополитена в Санкт-Петербурге от 4 декабря 2018 годаОткрытие четвёртой очереди Кольцевой линии от «Нарвской-2» до «Спортивной» с промежуточными станциями «Двинская», «Большой проспект», «Василеостровская-2»[5].

#### 2045
- Замыкание Кольцевой линии. Последний участок между «Спортивной» и «Лесной-2» с промежуточными станциями «Ботаническая» и «Кантемировская»[5].

### после 2045 года
- Открытие вторых вестибюлей на станциях метро «Пионерская», «Проспект Просвещения», «Приморская», «Проспект Большевиков», «Горный институт», «Комендантский проспект», «Сосновая Поляна».
- Ответвление Кировско-Выборгской линии от «Проспекта Ветеранов» до «Пулково» с промежуточными станциями «Ульянка» и «Авиагородок»[9].
- Ответвление Кировско-Выборгской линии от «Политехнической» до «Бугров» с промежуточными станциями «Сосновка» и «Проспект Культуры».
- Продление Невско-Василеостровской линии от «Каменки» до «Осиновой рощи» с промежуточными станциями «Парашютная», «Академгородок» и «Парголово».
- Ввод Адмиралтейско-Охтинской линии со станциями «Янино», «Улица Коммуны», «Индустриальный проспект», «Проспект Энергетиков», «Большеохтинская-2», «Суворовская-2», «Чернышевская-2», «Михайловская», «Адмиралтейская-3», «Театральная-2», «Площадь Репина» и «Двинская». Ввод электродепо «Красногвардейское».
- Институтом «Ленметрогипротранс» предлагается[10] впервые в истории метрополитена построить станцию на действующем перегоне на Невско-Василеостровской линии — «Адмиралтейскую-2». В настоящий момент у метростроевцев нет опыта строительства в условиях движения поездов[11].

### Критика перспектив
Существует мнение, что продление Кировско-Выборгской линии за «Проспект Ветеранов» — самую загруженную станцию в России — чревато возникновением т. н. «эффекта Выхино» — когда посадка на поезд на одной станции делает невозможной посадку на следующих станциях. Кроме того, перенесены сроки открытия станций «Броневая» и «Боровая» Красносельско-Калининской линии, строящейся для разгрузки Кировско-Выборгской линии — до 2032 и 2033 годов соответственно, а первые две станции Красносельско-Калининской линии — «Юго-Западная» и «Путиловская», не решат вопроса загруженности.